# Tyendinaga (Ontario)
Tyendinaga to gmina (ang. township) w Kanadzie, w prowincji Ontario, w hrabstwie Hastings.
Powierzchnia Tyendinaga to 313,25 km².
Według danych spisu powszechnego z roku 2001 Tyendinaga liczy 3769 mieszkańców (12,03 os./km²).

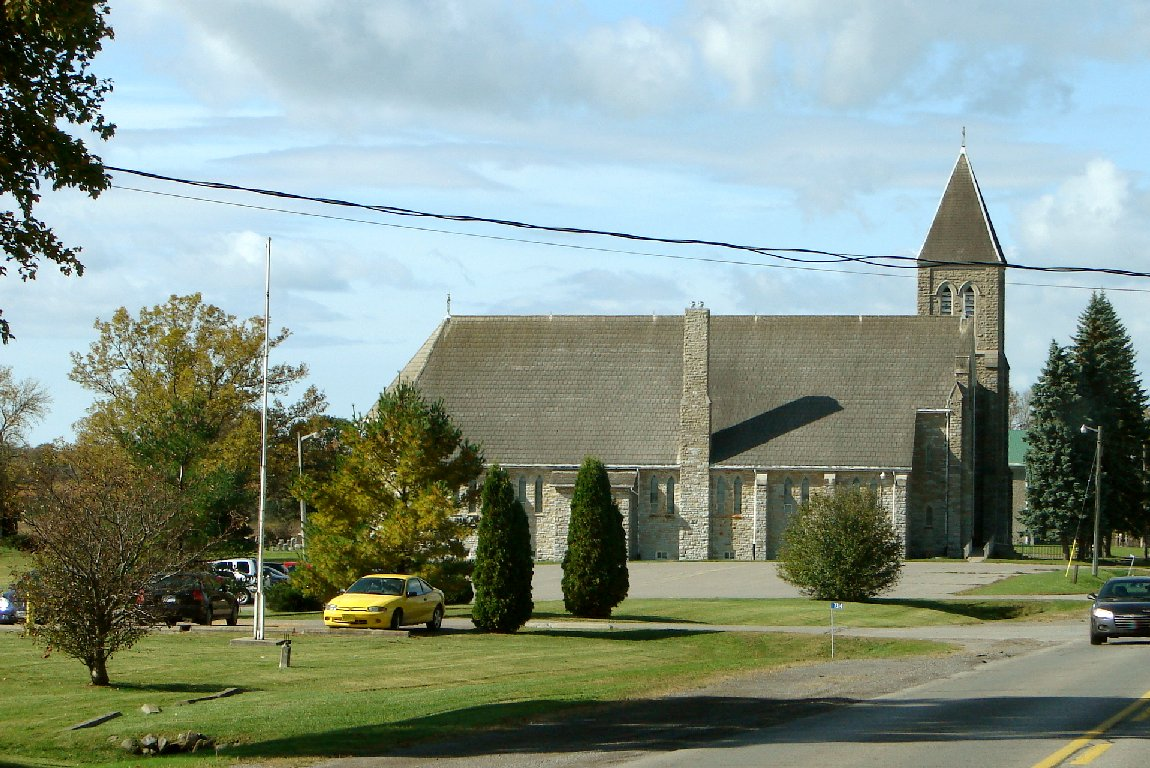
Marysville